# Johann Euler
Johann Albrecht Euler (cunoscut și ca Johann Albert Euler) (n. 27 noiembrie 1734 la Sankt Petersburg - d. 17 septembrie 1800 la Sankt Petersburg) a fost un matematician și astronom rus de origine elvețiană.
A fost fiul cel mare al lui Leonhard Euler.
Mama sa a fost Katharina Gsell (1707–1773), nepoata celebrei ilustratoare Maria Sibylla Merian și fiica pictorului Georg Gsell.
În tinerețe a fost instruit de tatăl său și a ajuns membru al Academiei din Berlin și director al observatorului astronomic din acest oraș.
A scris un memoriu în care a descris metoda calculării sarcinii pe care o poate transporta o navă, pentru care a primit un premiu din partea Academiei de Științe din Paris.
A mai scris diverse lucrări matematice și astronomice.
În 1776 a fost numit profesor de matematică și director al Corpului de Cadeți din Sankt Petersburg.
1. 1 2  Johann Euler, SNAC, accesat în 9 octombrie 2017
2. ↑  „Johann Euler”, Gemeinsame Normdatei, accesat în 15 decembrie 2014
3. ↑  „Johann Euler”, Gemeinsame Normdatei, accesat în 31 decembrie 2014
4. ↑  IdRef, accesat în 23 mai 2020